# 争取左翼重建
争取左翼重建（意大利语：Rifondazione per la Sinistra）是意大利重建共产党过去的政治派系。该派系的前身是形成于1990年代的“贝尔蒂诺蒂分子”，即由那些支持时任重建共产党书记法乌斯托·贝尔蒂诺蒂的重建共产党党员组成的派系。1998年至2008年，“贝尔蒂诺蒂分子”是重建共产党内部的多数派，掌握了重建共产党的领导权。2008年，重建共产党领导的“左翼－彩虹”联盟在大选中大败，第一次未能进入意大利议会。这一挫败导致重建共产党内部的反对派迫使时任党书记、属于“贝尔蒂诺蒂分子”的弗朗科·焦尔达诺辞职。在同年7月举行的重建共产党代表大会上，“贝尔蒂诺蒂分子”提名的候选人尼奇·文多拉被获得党内左翼支持的“贝尔蒂诺蒂分子”前成员保罗·费雷罗击败，未能当选党的书记，从而结束了“贝尔蒂诺蒂分子”对重建共产党长达十年的领导。随后，尼奇·文多拉宣布创建新的党内少数派组织“争取左翼重建”。2009年1月24日，该派系决定脱离重建共产党，并于次日组建名为“争取左翼运动”的独立政党。同月31日，该派系部分成员组成了“直到重建左翼”派系，决定继续留在重建共产党。不久，“直到左翼重建”又更名为“争取左翼重建”。